# Os Cantores de Cristo
Os Cantores de Cristo foi uma banda brasileira de rock cristão, conhecida por ser uma das pioneiras do gênero no país. Formada por jovens músicos da Igreja Batista em Cascadura, o grupo surgiu no início dos anos 70 com uma proposta musical evangelística, voltada para o público jovem. Sua qualidade musical tanto impressionou quanto provocou polêmicas em torno dos ritmos e instrumentos que tocavam, os quais não eram bem aceitos pelas igrejas da época. A musicalidade do grupo era caracterizada predominantemente pelo rock progressivo e assimilava-se em qualidade com bandas seculares da época, como Renato e Seus Blue Caps, apresentando também influências de bandas internacionais como Pink Floyd.
Após o fim do grupo, alguns integrantes tentaram seguir como um grupo vocal, mas o projeto se dissolveu antes dos anos 2000. Com o fim da gravadora Favoritos Evangélicos, o material da banda tornou-se uma raridade.
A antológica música "Arca: Festa Evangélica de Arromba" de Janires, gravada no álbum Janires e Amigos (mais tarde, creditado como álbum do Rebanhão), cita Os Cantores de Cristo, mostrando a relevância do grupo na época.
A banda chegou a influenciar outros grupos musicais cristãos que surgiram posteriormente, como a banda Novo Som.

## Discografia
- 1973: Olhando o Infinito
- 1975: Bonança
- 1979: Pra Você
- 1982: Manso e Suave